# Lufthansa Systems
Lufthansa Systems GmbH & Co. KG (società in accomandita semplice) è un'azienda che fornisce servizi di tecnologia informatica per l'industria aeronautica generale. È di proprietà del Lufthansa Group e conta circa 2.800 dipendenti in diverse sedi situate in Germania e altre filiali in 16 paesi. La sede centrale dell'azienda è situata a Raunheim, vicino a Francoforte sul Meno. Il servizi forniti dall'azienda includono: consulenza, sviluppo e implementazione di soluzioni industriali personalizzate, nonché la gestione di applicazioni nei data center dell'azienda. La filiale ungherese, Lufthansa Systems Hungária Kft., venne fondata nel 1995 e, al 2025, impiega 800 dipendenti.

## Storia
Nel 1995, il dipartimento IT di Lufthansa venne scorporato e integrato nella neonata consociata Lufthansa Systems AG, dandogli un'identità aziendale.
Lufthansa Systems è stata tra le prime aziende a dotare la digitalizzazione completa dei comandi di volo alle compagnie aeree, introducendo le prime mappe di navigazione digitali nel 2004.
Nel 2013, Lufthansa Systems registrò un fatturato annuo di 640 milioni di euro, di cui 265 milioni provenienti direttamente dal Gruppo Lufthansa.
Nel marzo 2015, Lufthansa Systems intraprese una riorganizzazione interna per riformarsi in tre unità operative: "Infrastructure", "Airline Solutions" e "Industry Solutions" (ora Lufthansa Industry Solutions). L'unità Infrastructure, che impiega circa 1.400 dipendenti, fu venduta a IBM, mentre le altre due unità avrebbero dovuto rimanere come sussidiarie della società madre Lufthansa.
Nel novembre 2017, Lufthansa Systems si trasferì in una sede centrale di nuova costruzione nel parco commerciale "Airport Garden" di Raunheim, vicino all'aeroporto di Francoforte.